# Вестибуларни евоцирани миогени потенцијали
Вестибуларни евоцирани миогени потенцијали (ВEМП) један су од облика електрофизиолошког мерења којим се испитују вестибуларни рефлексни путеве. Садашњи подаци указују да је ВЕМП заправо вестибуло-вратни рефлекс чија аферентна грана настаје из акустичких сензитивних ћелија у сакулу, и са сигналима је руковођен нижим вестибуларним нервом. Тако је 1992. године настало безболно и комфорно тестирање, које се однедавно примењује у клиничкој пракси, са циљем да се стимулацијом вестибуларних чула јаким звучним сигналом, и одреди стање вестибуларних рефлексних путева.
Вртоглавице праћене неуролошким симптомима као што су главобоље, дупле слике, конфузија, одузетост, захтевају брзу дијагнозу ради што успешнијег лечења. И у осталим поремећајима равнотеже, који скоро увек значајно ремете квалитет живота пацијента, ВЕМП помаже да се на време утврди природа поремећаја. Захваљујући ВЕМП методи могуће је правовремено откривање проблема са центром за равнотежу што омогућава раније увођење терапије, која увек даје боље резултате него када се са лечењем почне у поодмаклом стадијуму болести.
Ову савремену методу омогућио је развој и примена рачунарске опреме, за дозирану стимулацију и брзо регистровање електричне активности мозга али и примена сложених софтвера за обраду података.

## Историја
Први опис ВЕМП-а датира из 1992. године када су аустралијских истраживачи  Forschern Colebatch и Halmagy код људи приказали  евоциране потенцијале у електромиограму (ЕМГ) вратних мишића изазваних стимулацијом сензорних органа вестибуларног система.
Више од деценије касније, тачније 2004. године, други истраживачки тим такође је први пут представио миогене снимке покрета спољашњих очних мишића након супрапраговне акустичке стимулације. Овај окуларни  вестибуларни миогени евоцирани потенцијал (oVEMP),  сматра се другом методом испитивања отолитских органа индукованих рефлексом .

## Вестибуларни апарат
Вестибуларни апарат је прво чуло које се развило током еволуције животиња и људи са наменом да одржава равнотежу и положај тела, правце кретања и омогући оријентацију у простору. У каснијем еволутивном развоју са истом наменом укључили су се још и вид и дубоки сензибилитет у зглобовима и мишићима. Међутим вестибуларни апарат и даље задржао функцију најбрже активације свих ефектора за отклањање евентуалних поремећаја (што се најбоље и уочава у ситуацијама поремећај вестибуларне функције). Од наведена три система која учествују у одржавању равнотеже, бар два морају функционисати како би се одржала равнотежа. То значи да је могућа компензација изгубљене функције само у нормалним, али не и у посебним условима.
Вестибуларни апарат је најзначајни део физиолошког система у стварању моторног одговора који је од важности за дневно функционисање и преживљавање у условима свакодневног кретања кроз простор.
Вестибуларни апарат је симетричан парни орган и зато ће његова укупна реакција зависити од функције оба лавиринта ува. Вестибуларни апарат се састоји из статичког и динамичког дела, од који је први старији и реагује на промене у односу на правац земљине теже и линеарна убрзања, док други реагује првенствено на ротациона убрзања, али и друга променљива кретања у разним правцима Састављен је из пет компоненти:
| Део                              | Положај и функција |
| -------------------------------- | --- |
| Периферног рецепторног апарата,  | Налази се у унутрашњем уву и одговоран је за претварање покрета и позиција главе у неуралну информацију |
| Централних вестибуларних једара  | Чине неурони у можданом стаблу која су одговорна за пријем, интерграцију и расподелу информација за контролу моторне активности као што су покрети очију и главе, постурални рефлекси и рефлекси зависни од гравитације и просторне оријентације |
| Вестибуло-окуларних веза         | Полазе од вестибуларних једара и утичу на контролу покрета ока |
| Вестибуло-спиналне везе          | Координише покрете главе, аксијалне мускулатуре и постуралне рефлексе |
| Вестибуло-таламо-кортикалне везе | Одговорне су за свесност, перцепцију покрета и просторну оријентације. |

## Значај и намена и предности ВЕМП
Вестибуларни апарат је укључен у централни нервни систем како би повезао окуломоторе, мождано стабло, мали мозак и кичмену мождину у аутоматску субкортикалну функционалну целину, чије се присуство осећа само кад се јави одређени поремећај. Из наведеног следи закључак да је функционално испитивање вестибуларног апарата, неопходан део неуроотолошке дијагностике код поремећаја у централном нервном систему.
Поремећаји вестибуларне функције су некада јасно видљиви по спонтаним знацима, али је у дијагностици најчешће потребна њихова провокација да би се сви детаљи уочили. Такође за откривање директних знакова потребно је применити прецизне уређаје и начине бележења. Један од тих уреја је и уређај за ВЕМП.
Физиологија одржавања равнотеже сложен је процес прилагођавања који се заснива на систему међусобних садејстава више органа који утичу на просторну оријентацију тела. Биоелектрични сигнали који се при покрету тела генеришу у полукружним каналима и отолитском апарату, ува преносе се вестибуларним живцем до вестибуларних једара, а потом интегришу и модулирају активностима других неуролошких структура. Имајући у обзир комплексност ове интеракције, не изненађује чињеница да минималан патолошки варијетет може изазвати поремећаје равнотеже.
Извођење нормалног покрета подразумева биомеханичке претпоставке мишића и зглобова, нормалан тонус држања, инверзију инервацију, сензомоторни контролу и на крају реакцију равнотеже. Сваки покрет може довести до промене равнотеже јер он мења тонус мишића, центар гравитације и држање тела. Ако је пренос тежине мали, равнотежа се одржава само променом тонуса мишића без видљивог померања. Само велике и брзе промене става тела, захтевају надокнаду покрета како би се равнотежа одржала. Реакција усправљања и реакција одржавања равнотеже, су две активности које чине нормалне постуралне рефлексне механизме који обезбеђују основу за извођење покрета. Реакције одржавања равнотеже су невидљиве, фине, постепене промене тонуса у односу на држање као одговор на деловање силе теже. Оне су увек присутне и одвијају се аутоматски. Равнотежа је темељ за кретање против силе теже, прилагођавање на промене површине ослонца, селективни покрет и аутоматске функционалне активности.
У целом том систему нервне везе између вестибуларног апарата и централног нервног системом, остварују се преко вестибуларних једара у којима се завршава већина влакана вестибуларног нерва. Примарни пут за рефлексе равнотеже, управо почиње у вестибуларним нервима који путују до вестибуларних једара и до малог мозга. Импулси који пролазе кроз њих у оба правца, шаљу се у ретикуларна једра можданог стабла, у кичмену мождину преко вестибулоспиналних и ретикулоспиналних путева. Сигнали до кичмене мождине контролишу однос између фацилитације и инхибиције антигравитационих мишића и на тај начин, аутоматски контролишу равнотежу. Два рефлексна лука повезују вестибуларно чуло са појединим деловима тела. Вестибулоспинални рефлексни лук који усклађује покрете тела са информацијом из вестибуларног чула, и вестибулоокуларни рефлексни лук који усклађује информације добијене из вестибуларног чула о покретима главе, са невољним покретима очију. Невољни покрети очију су необично важни код одржавања равнотеже, осећања стабилности и јасног гледања.
За проверу стања напред наведених сложених нервних веза и функције целокупног система вестибуларног апарата уведена је у клиничку праксу и примена ВЕМП-а као једне од неурофизиолошких метода, која се користи за процену функција отолитичког органа (утрикулуса и сакулуса) унутрашњег ува, доњег вестибуларног нерва који инервише сакулус и централних вестибуларних путева. Они су инхибиторни потенцијали стерноклеидомастоидног мишића као одговор на ипсилатералну акустичку стимулацију сакулуса.

### Намена
Главна намена овог теста је да допуни информације које су до примене ВЕМП углавном добијане калориметријским и другим тестовима за процену функција вестибуларног апарата унутрашњег ува.
Применом овог теста највише се испитују поремећаји равнотеже настали као последица оштећења оних делова система за равнотежу који нас обавештавају о положају наше главе у односу на земљину тежу.
ВЕМП је нашао значајну примену и код болесника са мултиплом склерозом, како у постављању дијагнозе тако и у одређивању фазе болести и њеној прогнози.
Према бројним подацима из литератури, ВЕМП је данас постао једна од најчешће коришћених метода за процену вестибуларног чула, заснована на бифазичном одговору изазваном гласним кликовима или праскавим тоном, снимљен из тонично контрахованог стерноклеидомастоидног (СКМ) мишића.
Од техника које су тренутно у употреби у клиничкој пракси, гласни кликови (за разлику од праскавих тонова) су најрепродуктибилнији, јер су симетрични и технички лаки за извођење. Нормалне вредности прагова, латенција, амплитуда, и разлике у односу на страну, тачно су дефинисане.
ВЕМП представља клинички корисну додатну методу испитивања вестибуларне функције. Кликови интензитета од око 95 до 100 дБ изнад нивоа нормалног слуха (еквивалент 140-145 дБ ниво звучног притиска) су услов да би се изазвали ВЕМП и уједно су на граници онога што се сматра сигурним и толерантним. Стимулус од 95 дБ и трајање од 0,1 милисекунде, користе се као рутински клинички тест који се може примењивати код свих испитаника млађих од 60 година. ВЕМП тестирање може обезбедити релативно неинвазиван метод за процену функције отолита и функционални интегритет нижег вестибуларног нерва.

### Предности ВЕМП у односу на друге метода
Главне предности ВЕМП су:
- Иинформише нас о функционалном статусу отолитичких органа што ранијим методама није било могуће,
- Лако се испитује и мери уз помоћ стандардне опреме за испитивање евоцираних потенцијала, која је слична оној за испитивање слушних евоцираних потенцијала,
- У основи је миогена, тако да је амплитуда одговора велика, снимање је брзо и са мало техничких проблема,
- Испитивање изазива минималну непријатност код испитаника, тако да је јако добро подносе.[20]

## Начин извођења
Током овог теста болеснику, који је у лежећем положају, постављају се електроде на врат. Током снимања болесник има задатак да подигне главу како би се затегли вратни мишићи на којима су залепљене електроде. Преко овоко постављених вратних електрода специјално контруисани апарат за ту намену, прима и региструје сигнале вестибуларно-цервикални рефлекса.

### Вријанте ВЕМП
Цервикални вестибуларни миогени евоцирани потенцијали (cVEMP)
Ова варијанта испитивања заснива се на вестибулоколичном рефлексу (VCR) који се јавља између сакулуса отолитичког органа и стерноклеидомастоидног мишића и испитује; функцију сакулуса, доњег дела вестибуларног живца и вестибулоспинални пут.
Стимулација јаким звуком (клик или прасак) доводи до тоничких контракције ипсилатералног дела стерноклеидомастоидеуса. Нормални одговор састоји се од појаве бифазичних таласа. Конвенцијом лекара договорено је да се позитивни таласи означавају са „p“, негативни са „n“ , а њихова латенција да се мери у милисекундама. Први таласни комплекс присутан код већине (98%) здравих особа означава се p13—n23. У интерпретацији се прате асиметрија, амплитиуда и одсуство таласа.
Окуларни вестибуларни миогени евоцирани потенцијали (oVEMP)
Код ове варијанте звучним надрађајима стимулише се утрикулус и затим вестибулоокуларни рефлекс (VOR) преко горњег вестибуларног живца што доводи до надражаја контралатералног доњег мишића обликвуса.

## Клинички значај
Клинички значај вестибуларних евоцираних миогених потенцијала је у;
- дијагностици дехисцијенције горњег полукружног канала,
- Менијеровој болести,
- болести горњег и доњег вестибуларног живца (неуронитис, Ramsay-Hunt неуринома н. статоакустикуса),
- билатералног вестибуларног оштећења, нпр. након терапије гентамицином,
- обостраног неуронитис,
- неких централних вестибуларних болести (болести које захватају мождано стабло).

Према неким студијама, у Менијеровом синдрому cVEMP је одсутан у 54% болесника, док у другој студији навода да је cVEMP био одсутан или знатно смањене амплитуде у 51% болесника. За резултате важно је и у којој фази болести се изводи ВЕМП.
Од значаја је и праћење болести након пресецања вестибуларног живца, јер, уколико тегобе перзистирају, то може указати на евентуалну инкомплетну секцију, а након медикаментозне терапије гентамицином cVEMP такође треба бити одсутан.
ВЕМП је негативан код спроводних наглувости, нпр. отосклерозе, а позитиван је код спроводних сметњи у склопу дехисцијенције горњег полукружног канала. Такође, понекад код сумње на неуронитис вестибуларног живца упркос уредном налазу калоријског теста cVEMP може бити одсутан, јер се вероватно јавила изолова упали доње гране вестибуларног живца која се не може регистровати VOR-ом.
cVEMP се може изазивати и код болесника са тешким оштећењем слуха а без оштећења вестибуларног апарата, а може се изазвати и коштаним надражајем вибрацијом (500 Hz).

## Тумачење резултата
Очуваност вестибуларних-цервикални рефлекс (односно миогених потенцијала) означава правилну функцију сакулуса (дела вестибуларног чула), доњег вестибуларног живца и вестибуло-спиналног нервног пута.
Одсуство вестибуларних евоцираних миогених потенцијала најчешће се јавља код:
- Обољења унутрашњег ува или доње гране вестибуларног живца.
- Централних вестибуларних поремећаја као што је мултипла склероза, овај рефлекс може бити одсутан или чешће његова амплитуда продужена због демијелинизацијом захваћеног вестибуло-спиналног тракта.

Патолошки налаз није само одсуство миогених потенцијала, већ и повећање њихове амплитуде. То се најчешће виђа код:
- Почетног стадијума Менијерове болести,[25]
- Дехисценције горњег полукружог канала (која је скупа вестибуларних и аудитивних симптома насталих као последица дехисценција (отвора) у кости која прекрива горњи полукружни канал унутраш ува). Код овог поремећаја вестибуло-цервикални рефлекс присутан је и при знатно слабијој звучној стимулацији.